# Lioderina linearis
Lioderina linearis là một loài bọ cánh cứng trong họ Cerambycidae.